# Tetrosomus stellifer
Tetrosomus stellifer es una especie de peces de la familia Ostraciidae en el orden de los Tetraodontiformes.

## Hábitat
Es un pez de mar y de clima tropical.

## Distribución geográfica
Se encuentran en América.

## Observaciones
Es inofensivo para los humanos.